# Roch Rafal
Roch Rafal est une série de bande dessinée franco-belge créé en 1963 par Marine et Canale dans le no 1321 du journal Spirou. Un doute subsiste toutefois sur la véritable identité des auteurs
J.J. Marine est normalement le nom de plume de René Charles Oppitz (1904-1976). Il n’est pas impossible qu’il ait en effet écrit le scénario des deux aventures de Roch Rafal mais ce serait alors sa seule incursion dans la BD.
Quant à Yolande Canale qui signe les dessins du Faucon des Tropiques, son style fait réellement penser à celui de Gérald Forton, lequel était alors son époux. La deuxième histoire, A pleines voiles vers l’aventure, est signée du même scénariste en revanche le dessin est dû à Jacques Métayer.

## Univers

### Synopsis
Série d'aventures maritimes, type corsaire ou pirate situées en 1688.

#### Le Faucon des Tropiques.
Nous sommes en 1688 et la France fait face à la Ligue d’Augsbourg. Dans la mer des Antilles, le flibustier Roch Rafal, sur son vaisseau le Korrigan se heurte aux forces espagnoles.
À la suite d'un combat naval le colonel de Rouremont a été fait prisonnier par les Espagnols. Roch jure au jeune Renaud, fils du captif, d’aller délivrer son père.
A l’issue de cette première aventure, Roch devient, des mains de Louis XIV, chevalier de St Louis et obtient sa lettre de course devenant ainsi officiellement un corsaire du roi.

#### A pleines voiles vers l’aventure
L’isle Bourbon, aujourd’hui île Maurice mais alors territoire français, est en pleine ébullition. Les habitants disent s’être soulevés à cause de la dureté du gouverneur tandis que celui-ci les accuse de rébellion. Roch est envoyé sur place afin de connaitre la vérité.
Il doit en profiter pour libérer des marins français prisonniers aux Canaries et pour cela il fait libérer l’amiral Odiosa qu’il avait vaincu dans le premier épisode.
L’aventure se termine avec l’arrivée de Roch et de ses amis sans que l’on sache si le gouverneur est un despote ou une victime.
Cette fin ouverte ainsi que le nombre de planches, 22 au lieu de 44, laisse entendre qu’une suite était plus ou moins prévue. Néanmoins elle n’a jamais été publiée.

### Personnages

#### Roch Rafal
Capitaine du Korrigan et héros de la série.

#### Bras de Fer
Second du Korrigan et ami de Roch. Au physique c’est une armoire à glace et d’une fidélité absolue à Roch.

#### Renaud
Fils du colonel de Rouremont qui devient mousse sur les navires de Roch.

#### Montbars l’exterminateur
Flibustier comme Roch. C’est lui qui dirige l’expédition maritime vers San Juan de Porto Rico dans le premier épisode.

#### Amiral Odiosa
L’ennemi espagnol de Roch que l’on retrouve dans les deux aventures.

#### Capitaine Castagnac
L’officier vient de l’Isle Bourbon, aujourd’hui l’île Maurice. C’est l’un des compagnons de Roch dans la deuxième histoire.

## Publication

### Dans Spirou

#### Le Faucon des Tropiques.
Histoire à suivre parues du n°1321 au 1342 (1963) soit 44 planches dont la majorité en bichromie.

#### A pleines voiles vers l’aventure
Histoire à suivre parues du n°1388 au 1398 (1964) soit 22 planches dont la majorité en bichromie.

### Albums
Aucun album paru à ce jour.